# Haizi (socken i Kina, Inre Mongoliet)
Haizi (kinesiska: 海子, 海子乡) är en socken i Kina. Den ligger i den autonoma regionen Inre Mongoliet, i den norra delen av landet, omkring 97 kilometer väster om regionhuvudstaden Hohhot. Antalet invånare är 20046. Befolkningen består av 9 764 kvinnor och 10 282 män. Barn under 15 år utgör 12,0 %, vuxna 15-64 år 74 %, och äldre över 65 år 13,0 %.
Genomsnittlig årsnederbörd är 605 millimeter. Den regnigaste månaden är juli, med i genomsnitt 171 mm nederbörd, och den torraste är januari, med 2 mm nederbörd.